# حرار کلگاه شیراز
روستای حرار  یک روستا در ایران است که در شهرستان ممسنی استان فارس واقع شده‌است. حرارحدود ۴۰ نفر جمعیت دارد.

## ۲.سالار افتخاری ۲۹اردیبهشت ۱۳۹۹
1. 1 2  مشارکت‌کنندگان ویکی‌پدیا. «Kalgah-e Shiraz». در دانشنامهٔ ویکی‌پدیای انگلیسی، بازبینی‌شده در ۱۸ ژوئیهٔ ۲۰۱۹.